# Thelypteris heteroptera
Thelypteris heteroptera är en kärrbräkenväxtart som först beskrevs av Nicaise Augustin Desvaux, och fick sitt nu gällande namn av Tard. Thelypteris heteroptera ingår i släktet Thelypteris och familjen Thelypteridaceae. Inga underarter finns listade.